# Hopman Cup 2002
Résultats détaillés de l'édition 2002 du tournoi de tennis professionnel mixte Hopman Cup.
La Hopman Cup 2002 est la 14e édition du tournoi. Huit équipes mixtes participent à la compétition finale, la huitième équipe étant qualifiée au cours de play-off (l'Italie validant son ticket d'entrée contre la Grèce). La compétition se dispute selon les modalités dites du « round robin » : séparées en deux poules de quatre équipes, les deux premières de chacune sont conviées à se disputer le titre en finale. Chaque confrontation entre deux pays consiste en trois phases : un simple dames, un simple messieurs et un double mixte décisif.
Le tournoi, qui commence le 29 décembre 2001 au Burswood Entertainment Complex, se déroule à Perth, en Australie.

## Faits marquants
- C'est la paire espagnole composée de Arantxa Sánchez et de Tommy Robredo qui gagne la finale face aux Américains Monica Seles et Jan-Michael Gambill.
- Arantxa Sánchez (et l'Espagne) remporte son 2e titre (après 1990).

## Parcours
| No | Équipe                           | Résultat       | Ultimes adversaires           |
| -- | -------------------------------- | -------------- | ----------------------------- |
| 1  | Alicia Molik Lleyton Hewitt      | 2e du groupe B | 2 victoires 1 défaite         |
| 2  | Miroslava Vavrinec Roger Federer | 3e du groupe B | 1 victoire 2 défaites         |
| 3  | Monica Seles Jan-Michael Gambill | Finale         | Arantxa Sánchez Tommy Robredo |
| 4  | Virginie Razzano Arnaud Clément  | 4e du groupe A | 0 victoire 3 défaite          |

| No | Équipe                                 | Résultat        | Ultimes adversaires                    |
| -- | -------------------------------------- | --------------- | -------------------------------------- |
| 1  | Paola Suárez Mariano Zabaleta          | 4e du groupe B  | 0 victoire 3 défaites                  |
| 2  | Arantxa Sánchez Tommy Robredo          | Victoire        | Monica Seles Jan-Michael Gambill (3)   |
| 3  | Kim Clijsters Xavier Malisse           | 2e du groupe A  | 2 victoires 1 défaite                  |
| 4  | Francesca Schiavone Davide Sanguinetti | 3e du groupe A  | 2 victoires 1 défaite                  |
| 5  | Eléni Daniilídou Vasilis Mazarakis     | tour de barrage | Francesca Schiavone Davide Sanguinetti |

## Match de barrage
|  | Équipe 1 | Score | Équipe 2 |  |
|  | Italie   | 2 – 1 | Grèce    |  |

## Matchs de poule
L'équipe en tête de chaque poule se voit qualifiée pour la finale.

### Groupe A

#### Classements
| #   | Équipe victorieuse | Adversaire | Score |
| 1er | États-Unis         | France     | 3 - 0 |
| 2e  | Belgique           | Italie     | 2 - 1 |
| 3e  | Italie             | États-Unis | 2 - 1 |
| 4e  | Belgique           | France     | 2 - 1 |
| 5e  | Italie             | France     | 2 - 1 |
| 6e  | États-Unis         | Belgique   | 2 - 1 |

| #   | Pays       | Points | Matchs | Sets   |
| --- | ---------- | ------ | ------ | ------ |
| 1re | États-Unis | 2 - 1  | 6 – 3  | 13 – 7 |
| 2e  | Belgique   | 2 - 1  | 5 – 4  | 12 – 9 |
| 3e  | Italie     | 2 - 1  | 5 – 4  | 6 – 9  |
| 4e  | France     | 0 - 3  | 2 – 7  | 5 – 11 |

#### Matchs détaillés
|  | Équipe 1   | Score | Équipe 2 |  |
|  | États-Unis | 3 – 0 | France   |  |

| Ordre des matchs | Joueurs             | Points au premier set | Points au second set | Points au troisième set |
| ---------------- | ------------------- | --------------------- | -------------------- | ----------------------- |
| 1                | Monica Seles        | 6                     | 6                    |                         |
| 1                | Virginie Razzano    | 3                     | 4                    |                         |
|                  |                     |                       |                      |                         |
| 2                | Jan-Michael Gambill | 6                     | 6                    |                         |
| 2                | Arnaud Clément      | 4                     | 4                    |                         |
|                  |                     |                       |                      |                         |
| 3 (sans enjeu)   | Seles - Gambill     | 6                     | 6                    |                         |
| 3 (sans enjeu)   | Razzano - Clément   | 1                     | 4                    |                         |

|  | Équipe 1 | Score | Équipe 2 |  |
|  | Belgique | 2 – 1 | Italie   |  |

| Ordre des matchs | Joueurs                 | Points au premier set | Points au second set | Points au troisième set |
| ---------------- | ----------------------- | --------------------- | -------------------- | ----------------------- |
| 1                | Kim Clijsters           | 4                     | 4                    |                         |
| 1                | Francesca Schiavone     | 6                     | 6                    |                         |
|                  |                         |                       |                      |                         |
| 2                | Xavier Malisse          | 6                     | 7                    |                         |
| 2                | Davide Sanguinetti      | 4                     | 5                    |                         |
|                  |                         |                       |                      |                         |
| 3                | Clijsters - Malisse     | 6                     | 6                    |                         |
| 3                | Schiavone - Sanguinetti | 3                     | 4                    |                         |

|  | Équipe 1 | Score | Équipe 2   |  |
|  | Italie   | 2 – 1 | États-Unis |  |

| Ordre des matchs | Joueurs                 | Points au premier set | Points au second set | Points au troisième set |
| ---------------- | ----------------------- | --------------------- | -------------------- | ----------------------- |
| 1                | Francesca Schiavone     | 6                     | 2                    | 6                       |
| 1                | Monica Seles            | 4                     | 6                    | 4                       |
|                  |                         |                       |                      |                         |
| 2                | Davide Sanguinetti      | 7                     | 6                    |                         |
| 2                | Jan-Michael Gambill     | 6                     | 3                    |                         |
|                  |                         |                       |                      |                         |
| 3 (sans enjeu)   | Schiavone - Sanguinetti | 1                     | 3                    |                         |
| 3 (sans enjeu)   | Seles - Gambill         | 6                     | 6                    |                         |

|  | Équipe 1 | Score | Équipe 2 |  |
|  | Belgique | 2 – 1 | France   |  |

| Ordre des matchs | Joueurs             | Points au premier set | Points au second set | Points au troisième set |
| ---------------- | ------------------- | --------------------- | -------------------- | ----------------------- |
| 1                | Kim Clijsters       | 6                     | 6                    |                         |
| 1                | Virginie Razzano    | 3                     | 2                    |                         |
|                  |                     |                       |                      |                         |
| 2                | Xavier Malisse      | 3                     | 6                    | 6                       |
| 2                | Arnaud Clément      | 6                     | 3                    | 3                       |
|                  |                     |                       |                      |                         |
| 3 (sans enjeu)   | Clijsters - Malisse | 6                     | 3                    | 6                       |
| 3 (sans enjeu)   | Razzano - Clément   | 1                     | 6                    | 10                      |

|  | Équipe 1 | Score | Équipe 2 |  |
|  | Italie   | 2 – 1 | France   |  |

| Ordre des matchs | Joueurs                 | Points au premier set | Points au second set | Points au troisième set |
| ---------------- | ----------------------- | --------------------- | -------------------- | ----------------------- |
| 1                | Francesca Schiavone     | 1                     |                      |                         |
| 1                | Virginie Razzano        | 1                     | ab.                  |                         |
|                  |                         |                       |                      |                         |
| 2                | Davide Sanguinetti      | 3                     | 5                    |                         |
| 2                | Arnaud Clément          | 6                     | 7                    |                         |
|                  |                         |                       |                      |                         |
| 3                | Schiavone - Sanguinetti |                       |                      |                         |
| 3                | Razzano - Clément       |                       | forfait              |                         |

|  | Équipe 1   | Score | Équipe 2 |  |
|  | États-Unis | 2 – 1 | Belgique |  |

| Ordre des matchs | Joueurs             | Points au premier set | Points au second set | Points au troisième set |
| ---------------- | ------------------- | --------------------- | -------------------- | ----------------------- |
| 1                | Monica Seles        | 4                     | 6                    | 6                       |
| 1                | Kim Clijsters       | 6                     | 4                    | 2                       |
|                  |                     |                       |                      |                         |
| 2                | Jan-Michael Gambill | 7                     | 7                    |                         |
| 2                | Xavier Malisse      | 6                     | 6                    |                         |
|                  |                     |                       |                      |                         |
| 3 (sans enjeu)   | Seles - Gambill     | 6                     | 2                    |                         |
| 3 (sans enjeu)   | Clijsters - Malisse | 7                     | 6                    |                         |

### Groupe B

#### Classements
| #   | Équipe victorieuse | Adversaire | Score |
| 1er | Australie          | Suisse     | 3 - 0 |
| 2e  | Espagne            | Argentine  | 3 - 0 |
| 3e  | Espagne            | Suisse     | 3 - 0 |
| 4e  | Australie          | Argentine  | 2 - 1 |
| 5e  | Suisse             | Argentine  | 2 - 1 |
| 6e  | Espagne            | Australie  | 3 - 0 |

| #   | Pays      | Points | Matchs | Sets   |
| --- | --------- | ------ | ------ | ------ |
| 1re | Espagne   | 3 - 0  | 9 – 0  | 12 – 2 |
| 2e  | Australie | 2 - 1  | 5 – 4  | 11 – 4 |
| 3e  | Suisse    | 1 - 2  | 2 – 7  | 6 – 15 |
| 4e  | Argentine | 0 - 3  | 2 – 7  | 8 – 16 |

#### Matchs détaillés
|  | Équipe 1  | Score | Équipe 2 |  |
|  | Australie | 3 – 0 | Suisse   |  |

| Ordre des matchs | Joueurs            | Points au premier set | Points au second set | Points au troisième set |
| ---------------- | ------------------ | --------------------- | -------------------- | ----------------------- |
| 1                | Alicia Molik       | 6                     | 6                    |                         |
| 1                | Miroslava Vavrinec | 3                     | 4                    |                         |
|                  |                    |                       |                      |                         |
| 2                | Lleyton Hewitt     | 6                     | 0                    | 6                       |
| 2                | Roger Federer      | 3                     | 6                    | 4                       |
|                  |                    |                       |                      |                         |
| 3                | Molik - Hewitt     | 6                     | 6                    |                         |
| 3                | Vavrinec - Federer | 3                     | 1                    |                         |

|  | Équipe 1 | Score | Équipe 2  |  |
|  | Espagne  | 3 – 0 | Argentine |  |

| Ordre des matchs | Joueurs                 | Points au premier set | Points au second set | Points au troisième set |
| ---------------- | ----------------------- | --------------------- | -------------------- | ----------------------- |
| 1                | Arantxa Sánchez Vicario | 6                     | 6                    |                         |
| 1                | Paola Suárez            | 2                     | 3                    |                         |
|                  |                         |                       |                      |                         |
| 2                | Tommy Robredo           | 4                     | 6                    | 6                       |
| 2                | Mariano Zabaleta        | 6                     | 2                    | 3                       |
|                  |                         |                       |                      |                         |
| 3 (sans enjeu)   | Sánchez - Robredo       | 4                     | 7                    | 7                       |
| 3 (sans enjeu)   | Suárez - Zabaleta       | 6                     | 5                    | 65                      |

|  | Équipe 1 | Score | Équipe 2 |  |
|  | Espagne  | 3 – 0 | Suisse   |  |

| Ordre des matchs | Joueurs                 | Points au premier set | Points au second set | Points au troisième set |
| ---------------- | ----------------------- | --------------------- | -------------------- | ----------------------- |
| 1                | Arantxa Sánchez Vicario | 6                     | 6                    |                         |
| 1                | Miroslava Vavrinec      | 2                     | 0                    |                         |
|                  |                         |                       |                      |                         |
| 2                | Tommy Robredo           | 7                     | 6                    |                         |
| 2                | Roger Federer           | 67                    | 2                    |                         |
|                  |                         |                       |                      |                         |
| 3 (sans enjeu)   | Sánchez - Robredo       | 6                     | 6                    |                         |
| 3 (sans enjeu)   | Vavrinec - Federer      | 2                     | 3                    |                         |

|  | Équipe 1  | Score | Équipe 2  |  |
|  | Australie | 2 – 1 | Argentine |  |

| Ordre des matchs | Joueurs           | Points au premier set | Points au second set | Points au troisième set |
| ---------------- | ----------------- | --------------------- | -------------------- | ----------------------- |
| 1                | Alicia Molik      | 6                     | 6                    | 4                       |
| 1                | Paola Suárez      | 7                     | 3                    | 6                       |
|                  |                   |                       |                      |                         |
| 2                | Lleyton Hewitt    | 6                     | 6                    |                         |
| 2                | Mariano Zabaleta  | 3                     | 4                    |                         |
|                  |                   |                       |                      |                         |
| 3                | Molik - Hewitt    | 5                     | 6                    | 10                      |
| 3                | Suárez - Zabaleta | 7                     | 3                    | 7                       |

|  | Équipe 1 | Score | Équipe 2  |  |
|  | Suisse   | 2 – 1 | Argentine |  |

| Ordre des matchs | Joueurs            | Points au premier set | Points au second set | Points au troisième set |
| ---------------- | ------------------ | --------------------- | -------------------- | ----------------------- |
| 1                | Miroslava Vavrinec | 3                     | 6                    | 2                       |
| 1                | Paola Suárez       | 6                     | 3                    | 6                       |
|                  |                    |                       |                      |                         |
| 2                | Roger Federer      | 6                     | 6                    |                         |
| 2                | Mariano Zabaleta   | 2                     | 3                    |                         |
|                  |                    |                       |                      |                         |
| 3                | Vavrinec - Federer | 6                     | 63                   | 7                       |
| 3                | Suárez - Zabaleta  | 3                     | 7                    | 64                      |

|  | Équipe 1 | Score | Équipe 2  |  |
|  | Espagne  | 3 – 0 | Australie |  |

| Ordre des matchs | Joueurs                 | Points au premier set | Points au second set | Points au troisième set |
| ---------------- | ----------------------- | --------------------- | -------------------- | ----------------------- |
| 1                | Arantxa Sánchez Vicario |                       |                      |                         |
| 1                | Alicia Molik            |                       | forfait              |                         |
|                  |                         |                       |                      |                         |
| 2                | Tommy Robredo           |                       |                      |                         |
| 2                | Lleyton Hewitt          |                       | forfait              |                         |
|                  |                         |                       |                      |                         |
| 3 (sans enjeu)   | Sánchez - Robredo       |                       |                      |                         |
| 3 (sans enjeu)   | Molik - Hewitt          |                       | forfait              |                         |

## Finale
La finale de la Hopman Cup 2002 se joue entre l'Espagne et les États-Unis.
|  | Équipe 1 | Score | Équipe 2   |  |
|  | Espagne  | 2 – 1 | États-Unis |  |